# Chocolate con Churros

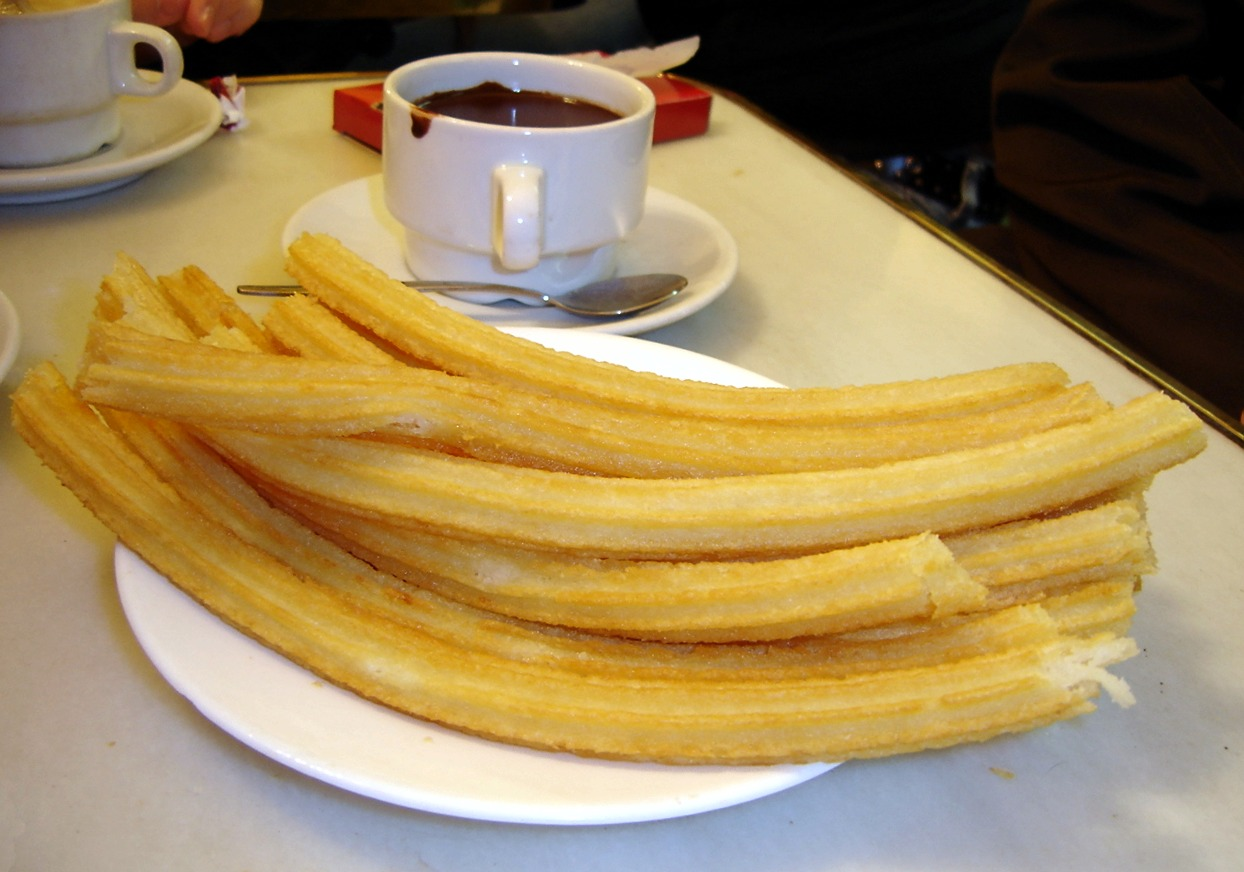
Chocolate con churros in der traditionell bekannten Chocolatería San Ginés in Madrid

Chocolate con Churros ist ein spanisches Gericht. Es handelt sich um eine dickflüssige Trinkschokolade, die zusammen mit Churros oder Porras verzehrt wird. Es wird oft als frühes Frühstück serviert.

## Zubereitung
Das Gericht Chocolate con Churros besteht aus der heißen Trinkschokolade und den separat servierten Churros oder Porras. Für die Zubereitung der dunklen dickflüssigen zartbitteren Schokolade werden Tafeln eingeschmolzen; sie sollte in einer Porzellantasse serviert werden und eine Temperatur von 75° bis 80° haben. Die Churros sollten frisch hergestellt sein; zu einer Tasse Schokolade werden meist sechs bis acht Churros serviert. Je nach Geschmack können auch die etwas dickeren, geraden Porras anstelle der Churros bestellt werden. 
In einigen Bars und Chocolaterías wird außerdem noch Zucker bereitgestellt, der auf die Churros oder Porras gestreut werden kann. Auch wird häufig eine Karaffe mit Wasser serviert. Zum Verzehren taucht man die Churros in die dickflüssige heiße Schokolade. Bleibt ein Rest Schokolade in der Tasse, wird sie getrunken oder ausgelöffelt.

## Geschichte
Diese Art des Frühstücks ist in Madrid besonders beliebt. Schon zu Beginn des 19. Jahrhunderts wurden dort zu Tagesbeginn Churros verspeist. Sie wurden in der Hauptstadt vermutlich durch Wanderaussteller und wechselnde Märkte bekannt, die dort in regelmäßigen Abständen stattfanden. Dieses Frühstück wurde schnell beliebt, wahrscheinlich auch wegen seines geringen Preises. Zu dieser Zeit wurden die Churros und Porras auch als Fruta de Sartén („Frucht der Pfanne“) bezeichnet. 
Man kann heute nicht genau sagen, wann der Brauch entstanden ist, die Schokolade und die Churros zusammen zum Frühstück zu essen. Er dürfte aber, wie oben beschrieben, zwischen Beginn des 19. und des 20. Jahrhunderts liegen; einige legen die Entstehungszeit auf die 1920er Jahre, aber dafür gibt es keine Belege. 

## Verzehr
Der typische Ort, um Chocolate con churros zu essen, ist die Churrería. Es handelt sich um eine Art Café, das meist mit Marmortischen, Marmorboden und Marmortheke ausgestattet ist, um die zeitliche Atmosphäre der 1920er Jahre wiederherzustellen. Die Churrerías öffnen meist schon ab etwa 5 Uhr morgens, damit sie den Arbeitern der Frühschicht dieses Frühstück anbieten können. Heute zählen auch die Jugendlichen zu ihren frühen Gästen, die nach einer durchfeierten Nacht vor dem Heimweg dort noch das Frühstück einnehmen.
Es ist auch möglich, sich Chocolate con churros in Form eines Take-away mit nach Hause zu nehmen. Man erhält einen Becher mit der heißen Schokolade und eine Tüte mit Churros, aber nicht alle Lokale bieten diesen Service an. 